# Vijay Tendulkar
Vijay Dhondopant Tendulkar (Mumbai, 6 gennaio 1928 – Pune, 19 maggio 2008) è stato uno scrittore, drammaturgo e sceneggiatore indiano.
Uno tra i maggiori scrittori in lingua marathi, nel corso della sua carriera Vijay Tendulkar ha ricevuto diversi riconoscimenti prestigiosi, tra cui il Padma Bhushan nel 1984 ed il National Film Award alla migliore sceneggiatura nel 1977 per il film Manthan, diretto da Shyam Benegal.

## Opere

### Romanzi
- Kādambari: Ek (Parte I) (1996)
- Kādambari: Don (Parte II) (2005)

### Antologie di racconti
- Dwandwa (1961)
- Phulāpākhare (1970)

### Opere teatrali
- Gruhastha (1947)
- Shrimant (1956)
- Mānoos Nāwāche Bet (1958)
- Thief! Police!
- Bāle Miltāt (1960)
- Gidhāde (1961)
- Pātlāchyā Poriche Lagin  (1965)
- Shantata! Court Chalu Aahe (1967)
- Ajgar Ani Gandharwa (1968)
- Sakharam Binder (1972)
- Kamalā (1981)
- Mādi (1982)
- Kanyādān (1983)
- Anji (1984)
- Dāmbadwichā Mukābalā (1985)
- Ashi Pākhare Yeti  (1986)
- Kutte (1988)
- Safar/Cyclewallah (The Cyclist) (1991)
- The Masseur (2001)
- Pāhije Jātiche (2001)
- Jāt Hi Poochho Sādhu Ki (2001)
- Mājhi Bahin (2001)
- Jhālā Ananta Hanumanta (2001)
- Footpāyrichā Samrāt (2001)
- Mitrachi Goshta (2001)
- Anand Owari (2002)
- Bhāu MurārRāo (2002)
- Bhalyākākā (2003)
- Mee Jinkalo Mee Haralo (2004)
- His Fifth Woman (2004)
- Bebi (2005)
- Mita ki kahani (2006)

### Libretti di musical
- Ghashiram Kotwal (1972)

## Sceneggiatore
- Shantata! Court Chalu Aahe (1972)
- Nishant (1975)
- Samna (1975)
- Manthan (1976)
- Sinhasan (1979)
- Gehrayee (1980)
- Aakrosh (1980)
- Akriet (1981)
- Umbartha] (1981)
- Ardh Satya (1983)
- Kamala (1984)
- Sardar (1993)
- Yeh Hai Chakkad Bakkad Bumbe Bo (2003)
- Eashwar Mime Co.(2005)